# Wallingford (Connecticut)
Wallingford è un comune degli Stati Uniti d'America, della contea di New Haven nello Stato del Connecticut. Ha una popolazione di 44.736 abitanti.